# Kościół Najświętszego Serca Jezusowego w Horodyszczu
Kościół Najświętszego Serca Jezusowego – rzymskokatolicki kościół parafialny należący do dekanatu Wisznice diecezji siedleckiej.
Obecna świątynia murowana została wybudowana w latach 1986-1990, dzięki staraniom księdza Piotra Zabielskiego, konsekrował ją w 1990 roku biskup siedlecki Jan Mazur. Kamień węgielny tego kościoła został przywieziony z bazyliki św. Piotra na Watykanie i poświęcił go Jan Paweł II. Wewnątrz znajduje się kopia zaginionego podczas I wojny światowej słynącego łaskami obrazu Matki Boskiej Horodyskiej, oraz tablica wykonana w 1980 roku upamiętniająca unitów podlaskich.